# Beckie Scott
Rebecca Scott detta Beckie (Vegreville, 1º agosto 1974) è una dirigente sportiva ed ex fondista canadese, campionessa olimpica nell'inseguimento a Salt Lake City 2002.
È moglie di Justin Wadsworth, a sua volta fondista di alto livello.

## Biografia

### Carriera sciistica
In Coppa del Mondo esordì il 19 marzo 1994 a Thunder Bay (33ª), ottenne il primo podio il 13 gennaio 2001 a Soldier Hollow (2ª) e la prima vittoria l'11 dicembre 2005 a Vernon.
In carriera prese parte a tre edizioni dei Giochi olimpici invernali, Nagano 1998 (47ª nella 5 km, 60ª nella 15 km, 51ª nella 30 km, 45ª nell'inseguimento, 16ª nella staffetta), Salt Lake City 2002 (4ª nella 10 km, 5ª nello sprint, 1ª nell'inseguimento, 8ª nella staffetta) e Torino 2006 (squalificata nella 10 km, 4ª nello sprint, 6ª nell'inseguimento, 2ª nello sprint a squadre, 10ª nella staffetta), e a sei dei Campionati mondiali (4ª nello sprint a Val di Fiemme 2003 e nell'inseguimento a Oberstdorf 2005 i migliori risultati).

### Carriera dirigenziale
Al termine della carriera sciistica, nel 2005, entrò a far parte della commissione atleti dell'agenzia mondiale antidoping (WADA). Dopo il ritiro dalle competizioni, nel 2006, venne eletta membro del Comitato Olimpico Internazionale ed entrò a far parte del comitato organizzatore dei XXI Giochi olimpici invernali di Vancouver 2010.

## Palmarès

### Olimpiadi
- 2 medaglie:
  - 1 oro (inseguimento a Salt Lake City 2002)
  - 1 argento (sprint a squadre a Torino 2006)

### Coppa del Mondo
- Miglior piazzamento in classifica generale: 2ª nel 2006
- 17 podi (15 individuali, 2 a squadre[2]):
  - 4 vittorie (individuali)
  - 9 secondi posti (7 individuali, 2 a squadre)
  - 4 terzi posti (individuali)

#### Coppa del Mondo - vittorie
| Data             | Località   | Nazione  | Spec.       |
| ---------------- | ---------- | -------- | ----------- |
| 11 dicembre 2005 | Vernon     | Canada   | SP TL       |
| 17 dicembre 2005 | Canmore    | Canada   | 15 km TC MS |
| 21 gennaio 2006  | Oberstdorf | Germania | 15 km PU    |
| 25 marzo 2006    | Sapporo    | Giappone | 15 km PU    |

Legenda:

TC = tecnica classica

TL = tecnica libera

SP = sprint

PU = inseguimento

MS = partenza in linea